# قلعه شیرآهن پایین
قلعه شیرآهن پایین مربوط به سده‌های میانی دوران‌های تاریخی پس از اسلام است و در شهرستان جاسک، بخش مرکزی، دهستان کنگان، کمتر از ۱ کیلومتری شرق روستای شیر آهن پایین واقع شده و این اثر در تاریخ ۲۳ بهمن ۱۳۸۵ با شمارهٔ ثبت ۱۷۳۷۱ به‌عنوان یکی از آثار ملی ایران به ثبت رسیده‌است.